# Stenelmis nematodes
Stenelmis nematodes is een keversoort uit de familie beekkevers (Elmidae). De wetenschappelijke naam van de soort werd in 1959 gepubliceerd door Janssens.